# Acracia
Acracia fou una revista escrita en castellà i d'orientació anarquista publicada a Barcelona entre el gener de 1886 i el juny de 1888. Se subtitulava Revista Sociològica, la tipografia utilitzada era La Academia (d'Evarist Ullastres) i se'n publicaren 30 números.
Va sorgir al voltant dels cercles intel·lectuals de tipògrafs, de fet els directors foren Rafael Farga i Pellicer i Anselmo Lorenzo. Hi van escriure també Fernando Tarrida del Mármol, Cels Gomis, Teobaldo Nieva… Amb l'objectiu sempre present de l'emancipació obrera, la revista divulgava els corrents europeus de pensament més avançats del moment a la vegada que pretenia formalitzar un corpus doctrinari definitiu per a l'anarquisme.
Deixà una certa empremta, ja que fou recordada en algunes ocasions: Durant el 1908-1909 la revista també anarquista Tierra y Libertad va publicar un annex titulat Acracia, i el 1933 a Lleida aparegué una revista amb el mateix nom. El 1918 des de Tarragona i el 1923 des de Reus, Hermós Plaja va treure una publicació periòdica anomenada Acracia que feia referència a les activitats anarquistes al Camp de Tarragona.